# بلانتاير
بلانتيري (بالإنجليزية: Blantyre)‏ عاصمة ملاوي الاقتصادية وأكبرها من ناحية عدد السكان حيث يبلغ 732,518 نسمة حسب إحصاء 2008 .
يقع مقر التلفزيون الوطني الوحيد في البلاد في هذه المدينة بالإضافة إلى المحكمة العليا ، كلية الطب، كلية التمريض، كلية الآداب، كليات جامعة ملاوي، و شارع تشيبيمبيري السريع . يحيط المدينة جبال سوتش، نديراندي، تشيرادزولو، وميتشيرو . يسكن في المدينة حوالي 25 ألف نسمة من المغتربين أغلبهم من إنجلترا والباقي من أوروبا وجنوب أفريقيا .

## المناخ
يظهر الجدول التالي التغييرات المناخية على مدار السنة لبلانتاير:
| البيانات المناخية لـبلانتاير                    | البيانات المناخية لـبلانتاير | البيانات المناخية لـبلانتاير | البيانات المناخية لـبلانتاير | البيانات المناخية لـبلانتاير | البيانات المناخية لـبلانتاير | البيانات المناخية لـبلانتاير | البيانات المناخية لـبلانتاير | البيانات المناخية لـبلانتاير | البيانات المناخية لـبلانتاير | البيانات المناخية لـبلانتاير | البيانات المناخية لـبلانتاير | البيانات المناخية لـبلانتاير | البيانات المناخية لـبلانتاير |
| الشهر                                           | يناير                        | فبراير                       | مارس                         | أبريل                        | مايو                         | يونيو                        | يوليو                        | أغسطس                        | سبتمبر                       | أكتوبر                       | نوفمبر                       | ديسمبر                       | المعدل السنوي                |
| ----------------------------------------------- | ---------------------------- | ---------------------------- | ---------------------------- | ---------------------------- | ---------------------------- | ---------------------------- | ---------------------------- | ---------------------------- | ---------------------------- | ---------------------------- | ---------------------------- | ---------------------------- | ---------------------------- |
| الدرجة القصوى °م (°ف)                           | 36.7 (98.1)                  | 37.4 (99.3)                  | 38.3 (100.9)                 | 33.8 (92.8)                  | 33.7 (92.7)                  | 31.7 (89.1)                  | 38.0 (100.4)                 | 33.3 (91.9)                  | 38.6 (101.5)                 | 39.5 (103.1)                 | 39.5 (103.1)                 | 36.5 (97.7)                  | 39.5 (103.1)                 |
| متوسط درجة الحرارة الكبرى °م (°ف)               | 28.4 (83.1)                  | 28.3 (82.9)                  | 27.8 (82.0)                  | 27.2 (81.0)                  | 25.9 (78.6)                  | 24.1 (75.4)                  | 23.9 (75.0)                  | 26.1 (79.0)                  | 29.2 (84.6)                  | 31.3 (88.3)                  | 30.7 (87.3)                  | 29.2 (84.6)                  | 27.7 (81.9)                  |
| المتوسط اليومي °م (°ف)                          | 23.5 (74.3)                  | 23.4 (74.1)                  | 23.2 (73.8)                  | 22.2 (72.0)                  | 20.3 (68.5)                  | 18.5 (65.3)                  | 18.4 (65.1)                  | 20.0 (68.0)                  | 23.1 (73.6)                  | 25.0 (77.0)                  | 25.0 (77.0)                  | 24.0 (75.2)                  | 22.2 (72.0)                  |
| متوسط درجة الحرارة الصغرى °م (°ف)               | 20.1 (68.2)                  | 19.9 (67.8)                  | 19.3 (66.7)                  | 17.9 (64.2)                  | 15.6 (60.1)                  | 13.6 (56.5)                  | 13.3 (55.9)                  | 14.5 (58.1)                  | 17.1 (62.8)                  | 19.5 (67.1)                  | 20.3 (68.5)                  | 20.2 (68.4)                  | 17.6 (63.7)                  |
| أدنى درجة حرارة °م (°ف)                         | 10.2 (50.4)                  | 14.0 (57.2)                  | 15.8 (60.4)                  | 9.6 (49.3)                   | 9.1 (48.4)                   | 6.0 (42.8)                   | 9.0 (48.2)                   | 10.0 (50.0)                  | 7.6 (45.7)                   | 9.5 (49.1)                   | 11.6 (52.9)                  | 14.0 (57.2)                  | 6.0 (42.8)                   |
| الهطول مم (إنش)                                 | 198.0 (7.80)                 | 181.4 (7.14)                 | 152.0 (5.98)                 | 45.9 (1.81)                  | 9.9 (0.39)                   | 2.1 (0.08)                   | 2.4 (0.09)                   | 1.2 (0.05)                   | 3.5 (0.14)                   | 29.2 (1.15)                  | 93.0 (3.66)                  | 178.0 (7.01)                 | 896.6 (35.30)                |
| متوسط أيام هطول الأمطار (≥ 0.3 mm)              | 16                           | 14                           | 12                           | 6                            | 2                            | 2                            | 2                            | 1                            | 2                            | 4                            | 8                            | 14                           | 83                           |
| متوسط الرطوبة النسبية (%)                       | 79                           | 80                           | 78                           | 75                           | 69                           | 66                           | 64                           | 50                           | 52                           | 53                           | 61                           | 75                           | 67                           |
| ساعات سطوع الشمس الشهرية                        | 198.4                        | 182.0                        | 217.0                        | 237.0                        | 260.4                        | 237.0                        | 232.3                        | 260.4                        | 270.0                        | 275.9                        | 228.0                        | 198.4                        | 2٬797                        |
| ساعات سطوع الشمس اليومية                        | 6.4                          | 6.5                          | 7.0                          | 7.9                          | 8.4                          | 7.9                          | 7.5                          | 8.4                          | 9.0                          | 8.9                          | 7.6                          | 6.4                          | 7.7                          |
| المصدر #1: NOAA                                 |                              |                              |                              |                              |                              |                              |                              |                              |                              |                              |                              |                              |                              |
| المصدر #2: Meteo Climat (record highs and lows) |                              |                              |                              |                              |                              |                              |                              |                              |                              |                              |                              |                              |                              |

## توأمة
لبلانتاير اتفاقيات توأمة مع كل من:
- هانوفر (1968 - )
- كاوهسيونغ

## أعلام
- كينا فيري
- كيت كامبل
- تشارلز سويني
- أنثيا ستيوارت
- برونتي كامبل